# Alibaba Group
Pour les articles homonymes, voir Alibaba.
Alibaba Group (chinois simplifié : 阿里巴巴集团 ; chinois traditionnel : 阿里巴巴集團; pinyin : Ālǐbābā Jítuán) est une société chinoise cotée en bourse qui tire principalement ses revenus de ses activités sur Internet, dont un marché public destiné à faciliter les échanges entre entreprises (qu'ils soient internationaux ou chinois), des plateformes de paiements et de ventes au détail , un moteur de recherche pour le magasinage et des services de cloud computing. Son activité est proche de celle d'Amazon, mais Amazon génère des revenus plus élevés.

## Histoire
En décembre 2013, Alibaba prend 2 % du capital de Haier au travers d’une augmentation de capital, et investit 364 millions de dollars dans Haier Electronics Group.
En février 2014, Alibaba acquiert AutoNavi, une entreprise chinoise de cartographie en ligne, dont il détient déjà 28 %, pour l'équivalent de 1,58 milliard de dollars.
Le 12 mars 2014, Alibaba Group acquiert 60 % (580 millions d'euros) d'une société de production de films pour le cinéma et de séries télévisées : le groupe ChinaVision. Le 20 mars 2014, Alibaba injecte 215 millions de dollars dans Tango, une startup américaine fondée par Éric Setton.
En avril 2014, Alibaba acquiert AutoNavi, une entreprise de cartographie et de géolocalisation chinoise, qu'il détenait précédemment à 28 %, pour l'équivalent de 1,5 milliard de dollars. Toujours en avril 2014, Alibaba acquiert 880 millions d'euros de parts (16,5 %) dans Youku Tudou (première plateforme de vidéos en Chine). En juin 2014, Alibaba achète les 34 % qu'il ne détient pas dans UCWeb, entreprise chinoise de services pour l'internet mobile, opération valorisant UCWeb (en) à 1,9 milliard d'euros,.
Alibaba est cotée à la bourse de New York depuis le 19 septembre 2014. Le cours d'introduction fut de 68 dollars. L'introduction en bourse est la plus importante introduction au monde pour un montant de 25 milliards de dollars.
En janvier 2015, Yahoo! annonce son intention de vendre les 15 % de participations qu'il détient dans Alibaba Group, pour un montant estimé de 40 milliards de dollars. En février 2015, Alibaba investit 590 millions $US dans Meizu et en devient son actionnaire majoritaire. Alibaba aura la possibilité de diffuser son OS mobile Yun OS, qui sera intégré dans les produits Meizu. En octobre et novembre 2015, Alibaba annonce l'acquisition des participations dans Youku qu'il ne détient pas, pour l'équivalent de 3,7 milliards de dollars valorisant cette entreprise pour l'équivalent de 4,8 milliards de dollars. Au moment de l'annonce, Alibaba détenait 18,3 % de Youku.
En décembre 2015, Alibaba acquiert le South China Morning Post, l’un des plus importants journaux de Hong Kong, ainsi que d'autres activités dans les médias de SCMP Group, pour 266 millions de dollars. Le 16 décembre 2015, Disney signe un contrat avec Alibaba pour fournir de la vidéo à la demande en Chine, un service nommé DisneyLife avec une box en forme de tête de Mickey,,,. En 2015, le groupe Alibaba fait un chiffre d'affaires de 15 milliards de dollars.
En avril 2016, Alibaba annonce l'acquisition pour 1 milliard de dollars d'une participation majoritaire dans Lazada, un site marchand basé à Singapour et présent en Asie du Sud-Est. Le 26 avril 2016, le gouvernement chinois suspend le service de vidéo à la demande DisneyLife, lancé 5 mois plus tôt,.
En juillet 2016, Alibaba noue un partenariat avec la société d'assurance Axa pour développer la distribution des produits d'assurance par le biais du site de commerce en ligne.
En novembre 2016, Alibaba annonce l'acquisition pour environ 2,1 milliards de yuans soit l'équivalent 300 millions de dollars, d'une participation de 25 %, dans Sanjiang Shopping Club, une entreprise chinoise de grande distribution. En parallèle, il annonce l'acquisition pour 436 millions de yuans d'une participation de 7 % supplémentaire dans la même entreprise.
En janvier 2017, Alibaba annonce l'augmentation de sa participation dans Intime Retail, une entreprise de gestion de centre commercial, de 35 % à 74 % pour 2,6 milliards de dollars. Le même mois, Alibaba via sa filiale Ant Financial, annonce l'acquisition de MoneyGram pour 880 millions de dollars, hors reprise de dettes. L'offre est bloquée par les autorités publiques américaines pour des raisons de sécurité intérieure.
En mars 2017, Alibaba investit 18 millions d'euros dans la startup suisse WayRay, spécialisée dans la réalité augmentée à bord des véhicules, notamment dans les systèmes d'affichage tête-haute. Une annonce qui vient confirmer l'intérêt du groupe pour le secteur automobile, après la présentation en juillet 2016 de la RX5, sa première voiture ultra-connectée.
En février 2018, Alibaba investit 5,45 milliards de yuans (700 millions d'euros) dans Beijing Easyhome Furnishing, une chaîne chinoise de magasins de meubles et d'objets d'intérieur.
En avril 2018, Alibaba annonce l'acquisition de la participation de 57 % qu'il ne détenait pas dans Ele.me, valorisant ce dernier à 9,5 milliards de dollars.
En mai 2018, dans un contexte de censure de l'Internet chinois, 300 acteurs du web se regroupent en une fédération pour soutenir les « valeurs centrales du socialisme » et donc du Parti communiste au pouvoir. Robin Li (patron de Baidu), Jack Ma (patron d'Alibaba) et Pony Ma (patron de Tencent) en sont nommés vice-présidents.
En mars 2019, Alibaba fait l'acquisition de la startup spécialisée dans la réalité virtuelle InfinityAR. Alibaba avait déjà investi dans cette entreprise avant de procéder à l'achat de la totalité[réf. nécessaire].
En août 2019, Alibaba annonce l'acquisition de Kaola pour 2 milliards de dollars.
En novembre 2019, Alibaba maintient son entrée sur le marché boursier asiatique après celle sur le New-York Stock Exchange en 2014. La cotation sur deux places financières différentes est devenu possible liée à une modification des règles en 2018. Son introduction était initialement prévu en juin mais reporté lié au contexte des manifestations à Hong Kong. Le 26 novembre, Alibaba fait son entrée en Bourse dont l'action a bondi de plus de 6 % lui permettant ainsi de lever plus de 10 milliards d'euros. Avec cette opération, la Bourse de Hongkong devrait se maintenir comme étant la première place financière mondiale pour la deuxième année consécutive face à Wall Street en termes de levées de capitaux.
En octobre 2020, Auchan décide de vendre sa participation de 36 % dans Sun Art, entreprise de distribution chinoise dont il avait un contrôle relatif, à Alibaba. Au total, ce sont 484 hypermarchés et plus de 150.000 collaborateurs qui sont cédés pour une valeur estimée à 3 milliards d'euros.
Le 24 décembre 2020, l'administration d'État pour la régulation des marchés en Chine annonçait l'ouverture d'une enquête à l'encontre du groupe Alibaba, pour le motif qu'il aurait eu des  « pratiques monopolistiques ». Quelques heures après cette annonce, l'entreprise perdait 8% à la bourse de Hong Kong. Le 10 avril 2021, l'enquête se termine par une amende de 2,8 milliards de dollars à l'encontre de l'entreprise, qui annonce ne pas faire appel.
En octobre 2021, Best Inc. , filiale d'Alibaba, annonce la vente de son réseau de livraison en Chine à J&T Express, une entreprise indonésienne, pour 1 milliard de dollars.
En mars 2023, un plan de scission d'Alibaba en 6 entités distinctes est annoncé. Cette scission est initiée par le pouvoir politique chinois.

## Activité et localisation

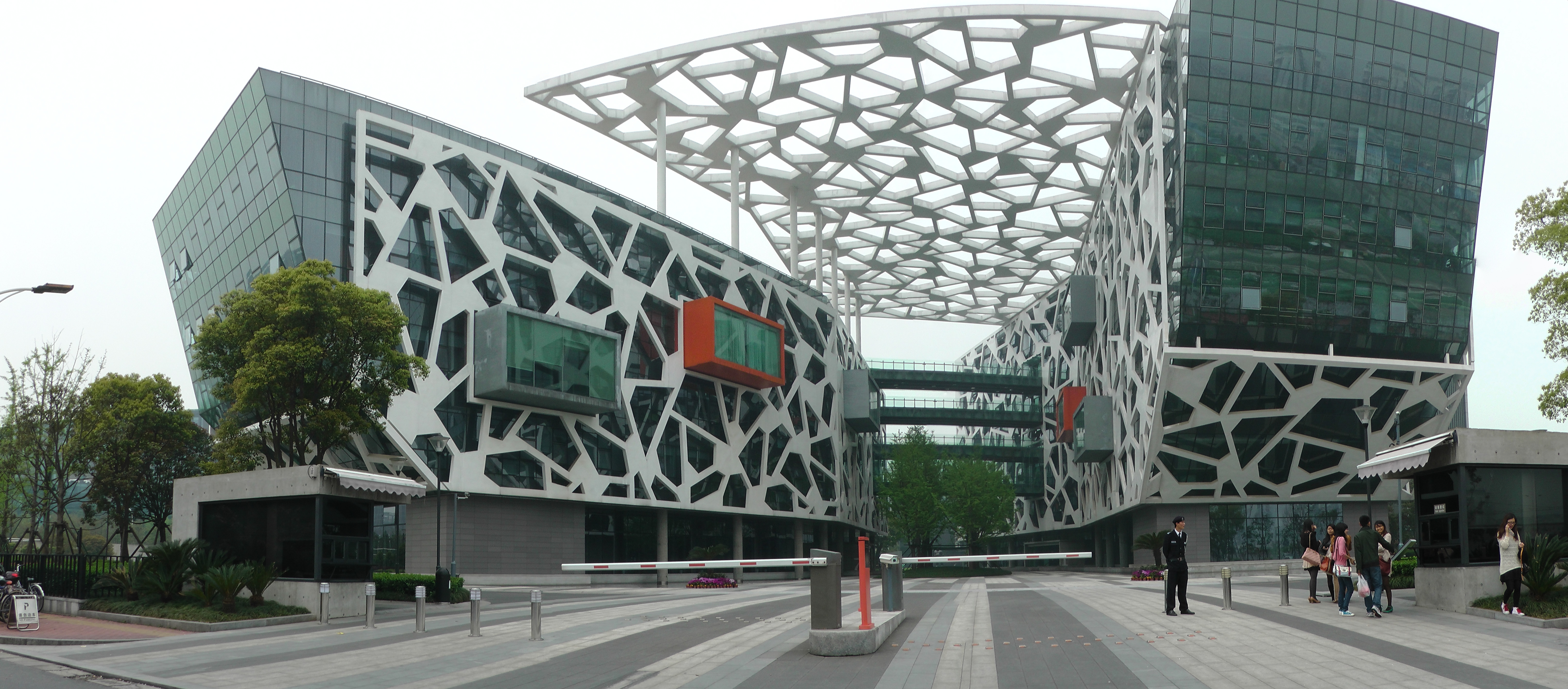
Photographie du siège social à Hangzhou en 2012

Son siège social se trouve à Hangzhou en Chine. En 2011, Alibaba Group et ses filiales emploient plus de 22 000 personnes dans plus de 70 villes et régions en Chine, à Hong Kong, en Inde, au Japon, en Corée, à Taïwan, au Royaume-Uni et aux États-Unis.
Les principaux sites du groupe sont :
- Alibaba.com, vente de gros, b2b international.
- Aliexpress.com, vente en gros et au détail aux particuliers et entreprises à l'international
- taobao.com, vente en gros et au détail aux particuliers et entreprises en Chine
- Alibabagrup.com, groupes de vente en gros d'entreprises individuelles et internationales

### Système d'exploitation Aliyun
Le groupe Alibaba a également créé le système d'exploitation mobile Aliyun (chinois simplifié : 阿里云 ; pinyin : Ālǐ yún ; litt. « Nuage Ali »), basé sur le noyau Linux, il est orienté, comme Firefox OS et Tizen vers les Webapps, tout en apportant une couche de compatibilité avec Android de Google.

### Sport électronique
En juillet 2016 la Fédération internationale de sport électronique (IESF) annonce un partenariat avec Alisport, la filiale sport d'Alibaba, qui s’engage à un investissement de 135 millions d’euros dans le sport électronique. Les deux entités ont décidé d’une feuille de route commune autour de trois axes de développement. Alisport et l’IESF se sont entendus sur la nécessité de promouvoir un tournoi auquel participeraient professionnels et amateurs. L’IESF et Alibaba travaillent aussi à la reconnaissance du sport électronique comme discipline sportive.

### Réalité virtuelle
Lors de l'édition 2016 de la Alibaba’s Taobao Maker’s Fair internationale  de Shanghai, Alibaba a donné la possibilité aux visiteurs de tester une expérience d'achat en réalité virtuelle. Ainsi, pas moins de 70 environnements 3D simulant des boutiques étaient accessibles. Certains analystes y ont vu un avant goût du futur service d'achat en réalité virtuelle Alibaba Buy+. Ce nouveau service va être lancé en octobre 2016 en Chine et le directeur marketing, Chris Tung, a souligné son importance dans la stratégie de développement du Groupe lors d'une interview sur CNBC.
Alibaba a également produit des films américains tels que mission impossible protocol phantom et ses suites.

## Gouvernance d'entreprise

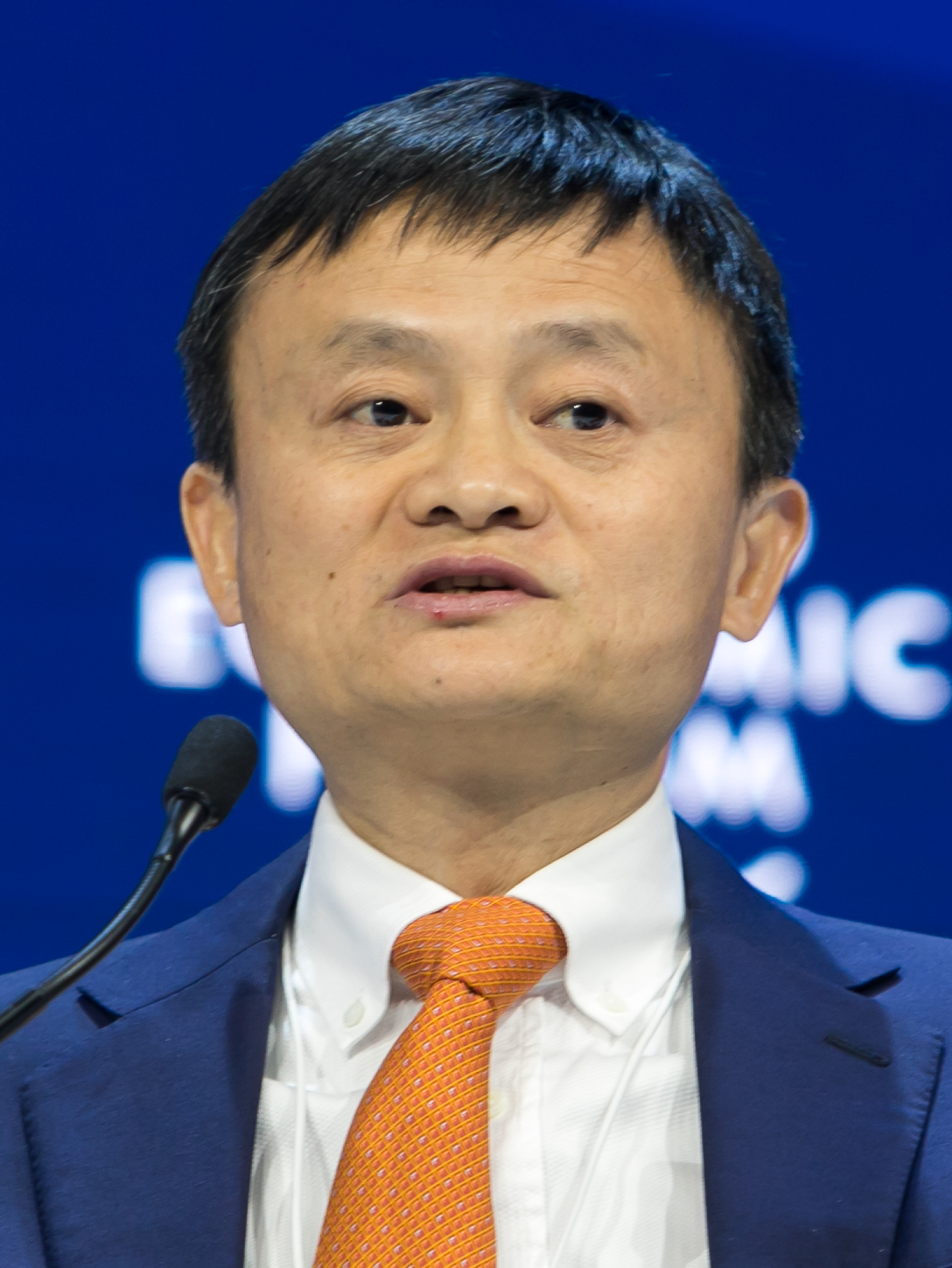
Jack Ma, fondateur et ancien président exécutif du groupe Alibaba

Le cofondateur principal d'Alibaba, Jack Ma, est l'ancien président exécutif du groupe Alibaba depuis sa création jusqu'au 10 septembre 2019. Daniel Zhang est actuellement le président exécutif. Il a succédé à Ma le 10 septembre 2019. Il est également président-directeur général d'Alibaba depuis 2015. Joseph Tsai est vice-président exécutif d'Alibaba depuis 2013. J. Michael Evans est président d'Alibaba depuis 2015.

## Principaux actionnaires
Avant son introduction en bourse le capital de la société était détenu par 28 actionnaires dont le fondateur Jack Ma.
Au 27 mars 2020 la situation est la suivante,:
| T. Rowe Price Associates          | 2,63% |
| The Vanguard Group                | 2,28% |
| Baillie Gifford & Co.             | 1,93% |
| SSgA Funds Management             | 1,33% |
| Capital Research & Management     | 1,05% |
| HSBC Global Asset Management      | 0,97% |
| Temasek Holdings                  | 0,95% |
| BlackRock Fund Advisors           | 0,91% |
| DST Managers                      | 0,91% |
| Norges Bank Investment Management | 0,90% |

## Fraudes et contrefaçons

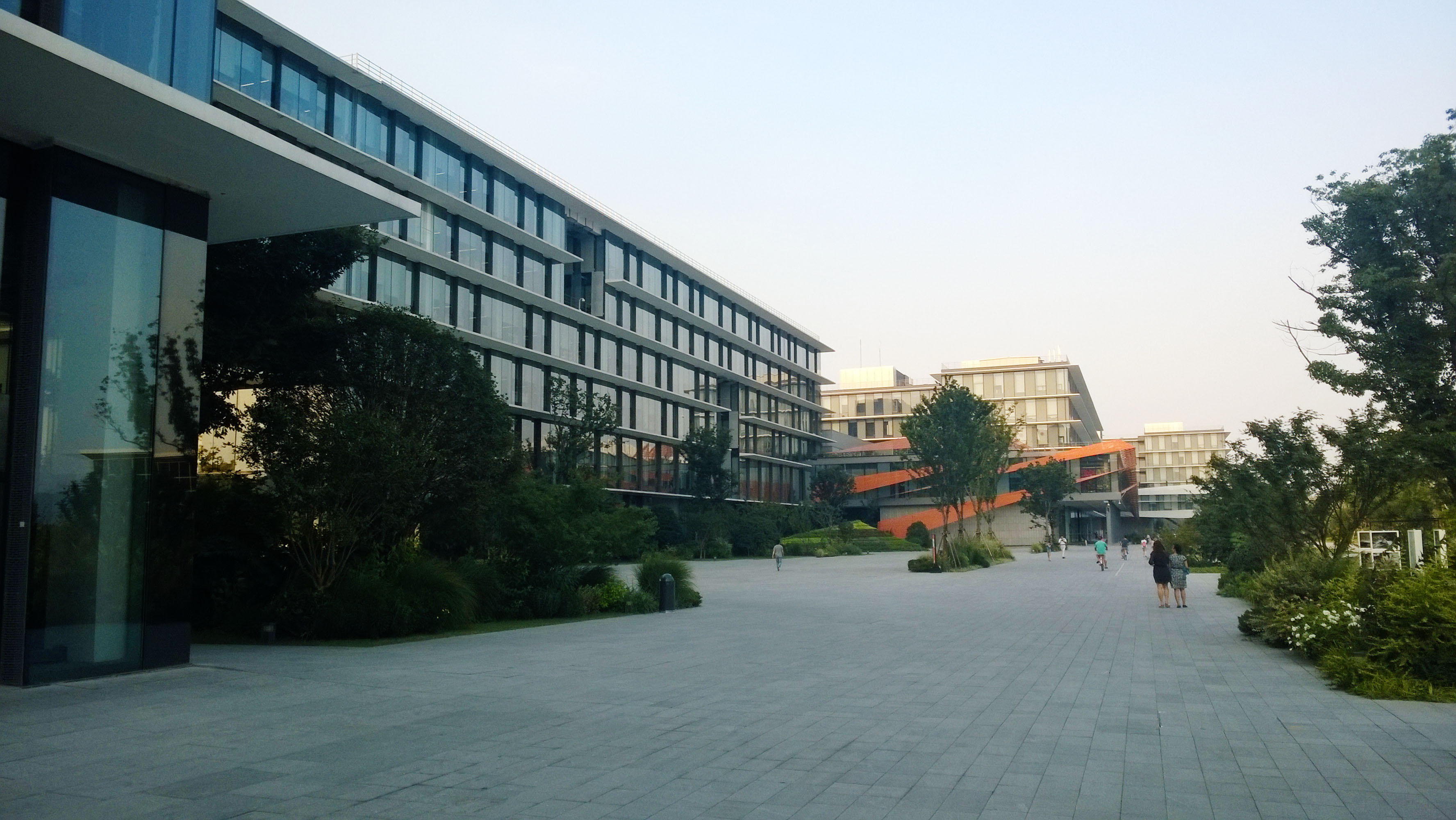
Siège social du groupe Alibaba à Hangzhou.

La plateforme de vente d'Alibaba fait souvent l'objet de critiques liées à la vente de contrefaçons,. En décembre 2016, l'administration américaine (via le Bureau du représentant américain au commerce) met le site Taobao sur sa liste noire des sites notoires pour la contrefaçon.
La filiale Aliexpress d'Alibaba est également controversée : en dépit d'une prétendue protection des acheteurs, elle refuse de rembourser les clients qui voient leurs achats saisis par les douanes. Plusieurs centaines d'actions en justice ont été entamées aux États-Unis contre Alibaba et AliExpress, dont des actions de groupe.
Alibaba entame une riposte contre les contrefacteurs début 2017 en engageant deux procès. Une réaction jugée trop faible par les marques victimes de contrefaçon sur le site de commerce en ligne.

## Conditions de travail
Alibaba encourage ses employés à travailler selon le rythme 996, au-delà des limites fixées par le droit du travail chinois,. Jack Ma déclare publiquement que travailler aussi durement « est un bonheur » et qu’il attend de ses salariés ce niveau d’implication.